# 니시카타카미역
니시카타카미역(일본어: 西片上駅)은 일본 오카야마현 비젠시에 위치한 서일본 여객철도 아코 선의 철도역이다. 단선 승강장 1면 1선의 구조를 갖춘 지상역이다.

## 이용 현황
| 승차 인원 추이 | 승차 인원 추이 |
| 연도           | 1일 평균       |
| -------------- | -------------- |
| 1999           | 409            |
| 2000           | 376            |
| 2001           | 387            |
| 2002           | 375            |
| 2003           | 445            |
| 2004           | 506            |
| 2005           | 541            |
| 2006           | 504            |
| 2007           | 500            |
| 2008           | 528            |
| 2009           | 507            |
| 2010           | 497            |
| 2011           | 473            |
| 2012           | 467            |
| 2013           | 499            |
| 2014           | 544            |

## 역 주변
- 국도 제2호선 · 국도 제250호선
- 비젠 시청
- 비젠 시민센터
- NTT 비젠 영업소

## 역사
- 1963년 5월 1일 : 아코 선의 비젠카타카미 - 인베 역 간에 신설 개업. 여객만 취급.
- 1987년 4월 1일 : 일본국유철도 분할 민영화에 의해, 서일본 여객철도가 승계.

## 인접 역
| 서일본 여객철도 아코 선    | 서일본 여객철도 아코 선 | 서일본 여객철도 아코 선 |
| -------------------------- | ----------------------- | ----------------------- |
| 비젠카타카미 아이오이 방면 | ■ 아코 선               | 인베 오카야마 방면      |